# د هو (گروه موسیقی)
دِ هو (انگلیسی: The Hu) یک گروه فولک متال اهل مغولستان است که در سال ۲۰۱۶ شکل گرفت. برخی از متن ترانه‌های این گروه شامل اشعار جنگی قدیمی مغولی است. اعضای د هو شامل گالا، جایا، انکوشا و تمکا است. این گروه دو آلبوم استودیویی The Gereg (۲۰۱۹) و Rumble of Thunder (۲۰۲۲) را منتشر کرده‌است.

## اعضا
- گالا (۲۰۱۶–اکنون)[۶]
- جایا (۲۰۱۶–اکنون)
- انکوشا (۲۰۱۶–اکنون)
- تمکا (۲۰۱۶–اکنون)